# 奥武蔵

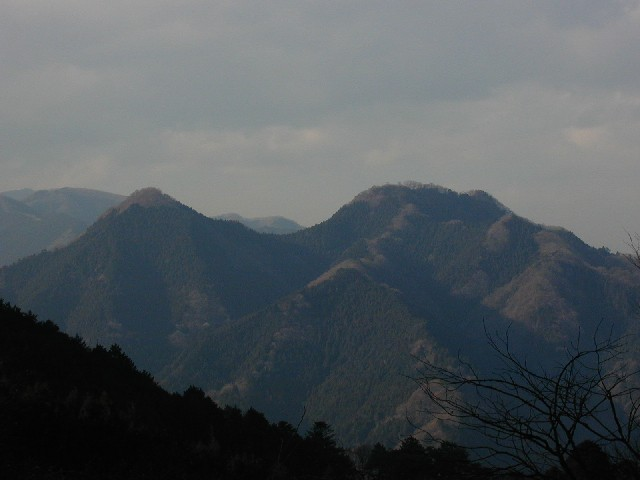
伊豆ヶ岳

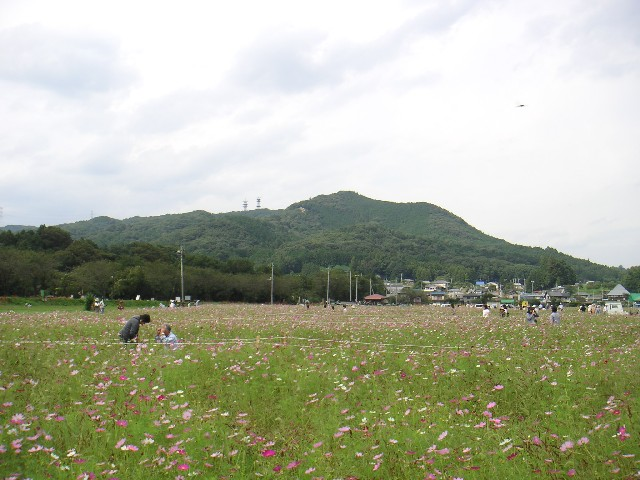
巾着田のコスモスと日和田山

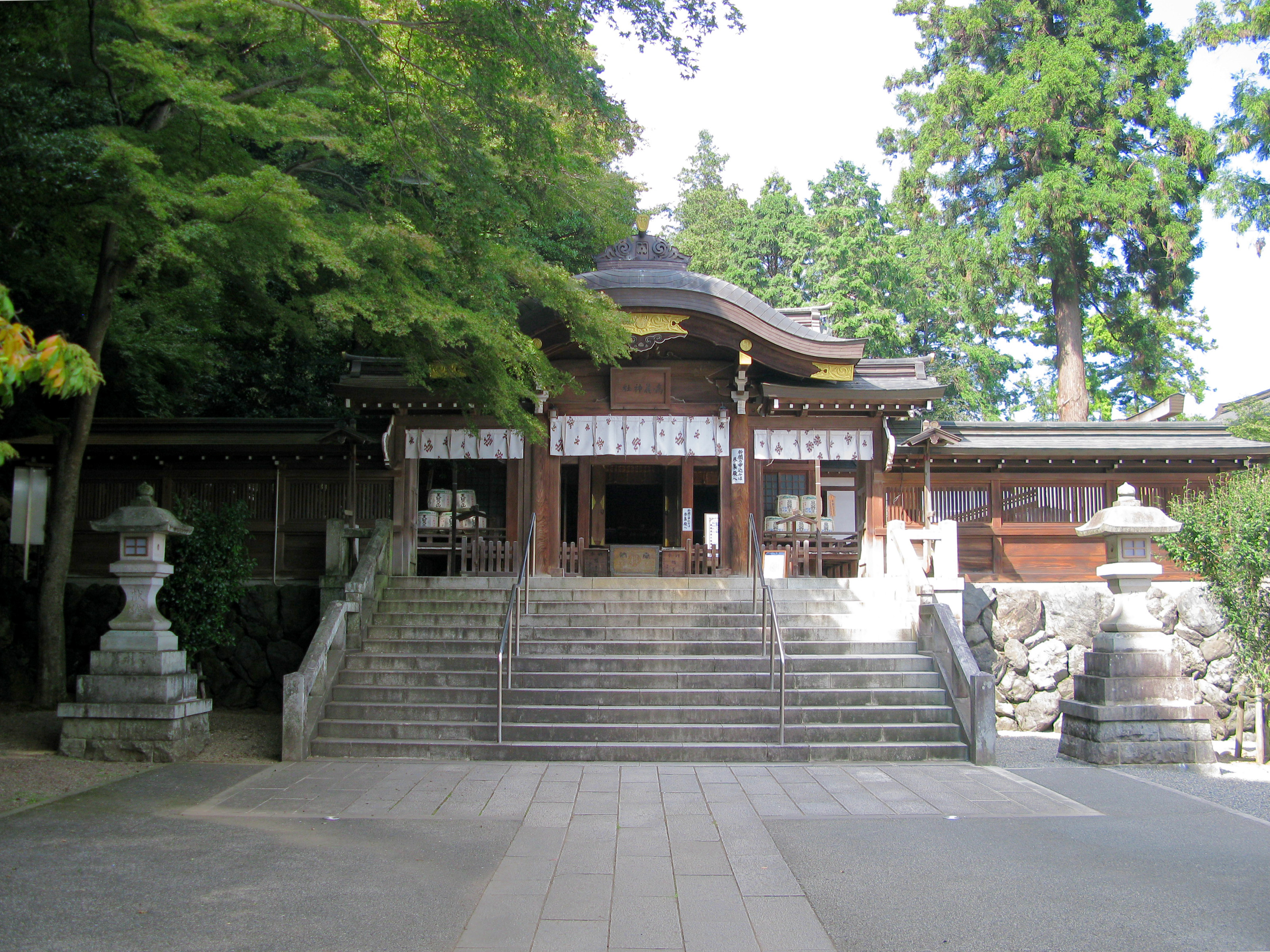
高麗神社

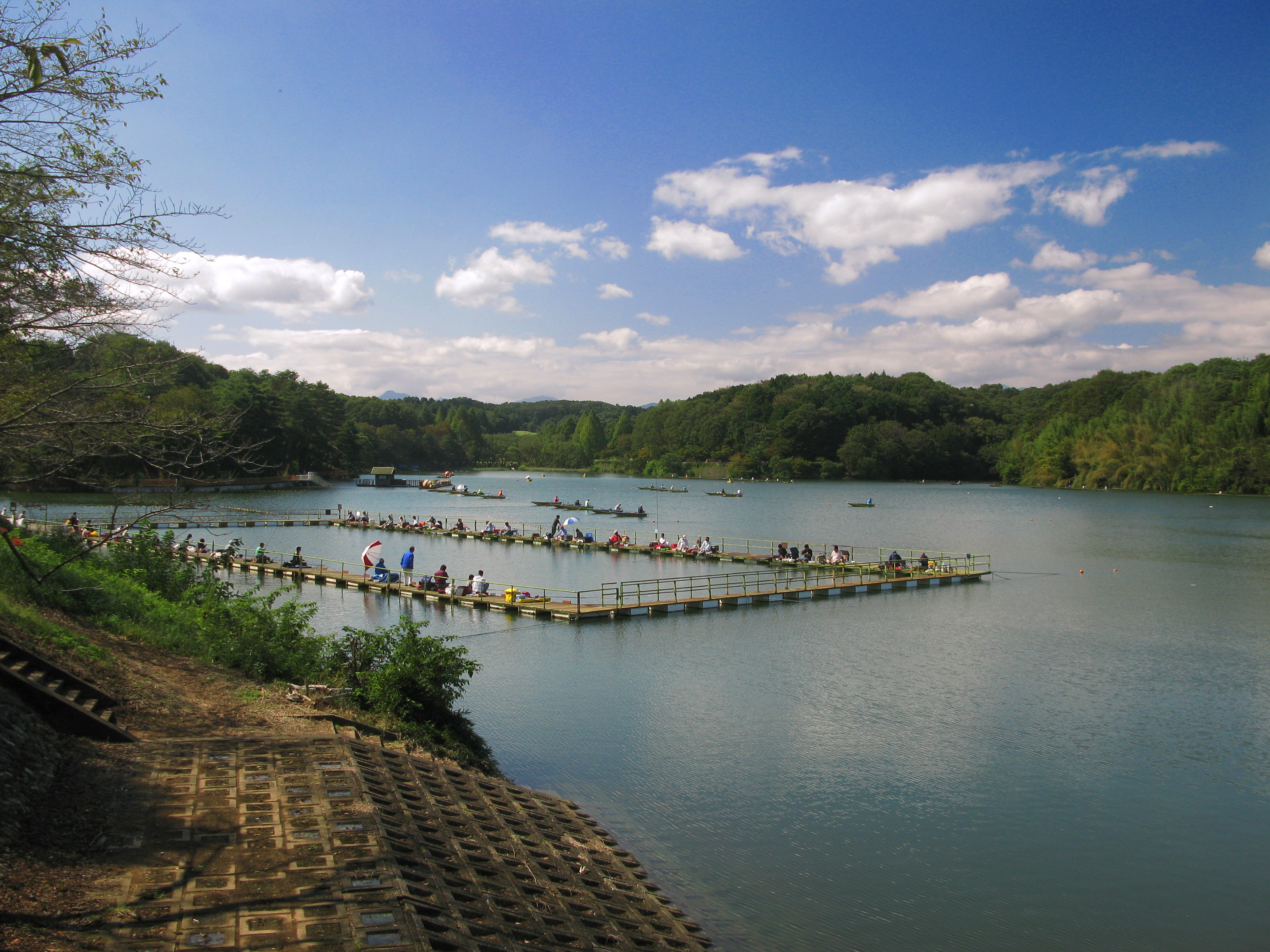
宮沢湖

奥武蔵（おくむさし）とは、埼玉県南西部の山岳・丘陵地帯の総称である。奥武蔵高原とも称される。県立奥武蔵自然公園がある。

## 概要
入間川（上流部は名栗川とも呼ばれる）や高麗川が流れる自然豊かな地域であり、県立奥武蔵自然公園に指定されている。地形的には秩父山地のうち、外秩父山地の南部・奥秩父山地の東端部、およびその東側の丘陵地帯にあたる。
東南から北西に向かって、主に高麗川沿いを国道299号と西武鉄道（池袋線・西武秩父線）が通っている。西武池袋線沿いの南側の山並みを「飯能アルプス」と呼ぶ場合もある。
高くて険しい山は余りなく、低山が多いためハイキングに適している。都心から近いため、行楽シーズンにはハイキングのほか多くの観光客が訪れる。道路が山頂近くまである山も存在しており、マイカーでの登山も行われている。標高が低い為、冬でも登れる山が多い。
なお「奥武蔵」の名称は、周辺地域でも使われることがある。

## 県立奥武蔵自然公園
飯能市の大部分と、日高市の一部・入間市の一部を区域とする自然公園である。面積は21,839.0haで、1951年（昭和26年）3月9日に設定された。
北側で県立黒山自然公園、西側で県立武甲自然公園、南側で秩父多摩甲斐国立公園に接している。

## 地域

### 東部
飯能市街地の北に宮沢湖がある。1941年（昭和16年）に完成した灌漑用の人造湖である。
市街地西側にある飯能河原は、山間部から平野部に出る入間川が蛇行した場所で、川遊びやバーベキューが楽しまれている。近くには、能仁寺、天覧山（195m）、多峰主山（271m）がある。

### 北部
日高市の巾着田は高麗川が蛇行した場所であり、曼珠沙華の花で有名である。以前は100万本としていたが近年の再調査により、これをはるかに上回る本数であると判明した。高麗駅から近く、春には菜の花、秋にはコスモスも楽しめる。
巾着田から高麗川下流方面に行くと、聖天院（高麗山聖天院勝楽寺）や高麗神社がある。高麗神社は、高句麗（高麗）から渡来した高麗王若光を祀る神社である。716年にこの地に高麗郡が新設され、各地から移り住んだ渡来人とともに開拓を行ったと伝えられる。また聖天院は、高麗王若光の菩提寺として建立された寺院であり、高麗王廟などがある。
巾着田近くの日和田山（305m）は、外秩父山地の尾根の末端部にある山である。高指山、物見山（375m）、北向地蔵、越上山（566m）、顔振峠（500m）、傘杉峠（550m）、関八州見晴台（770m）、飯盛山、苅場坂峠（刈場坂峠）と山並が続いており、県立奥武蔵自然公園（日高市・飯能市側）と県立黒山自然公園（毛呂山町・越生町・ときがわ町側）が接している。標高が低いのでハイキングや登山の入門コースとなっている。
関八州見晴台に近い高貴山常楽院は、高山不動（高山不動尊）と呼ばれており、千葉の成田不動、東京の高幡不動と並ぶ関東三大不動のひとつである。推定樹齢800年の銀杏の大木がある。

### 中部
高麗川と入間川（名栗川）の間に広がり、正丸峠（636m）、伊豆ヶ岳（851m）、中ノ沢ノ頭、天目指峠、子ノ権現（天龍寺）、大高山、天覚山、東峠と山並が続いている。
子の権現天龍寺は911年に開創された天台宗の古刹である。秩父山地東端部の山頂にあり、標高は約640m。足腰の神として知られており、境内には重さ2トンの鉄のわらじがある。
子の権現の南には、竹寺（医王山薬寿院八王寺）がある。山岳信仰の長い歴史を持つ神仏習合の寺であり、本殿登り口の鳥居に茅の輪がある。

### 西部

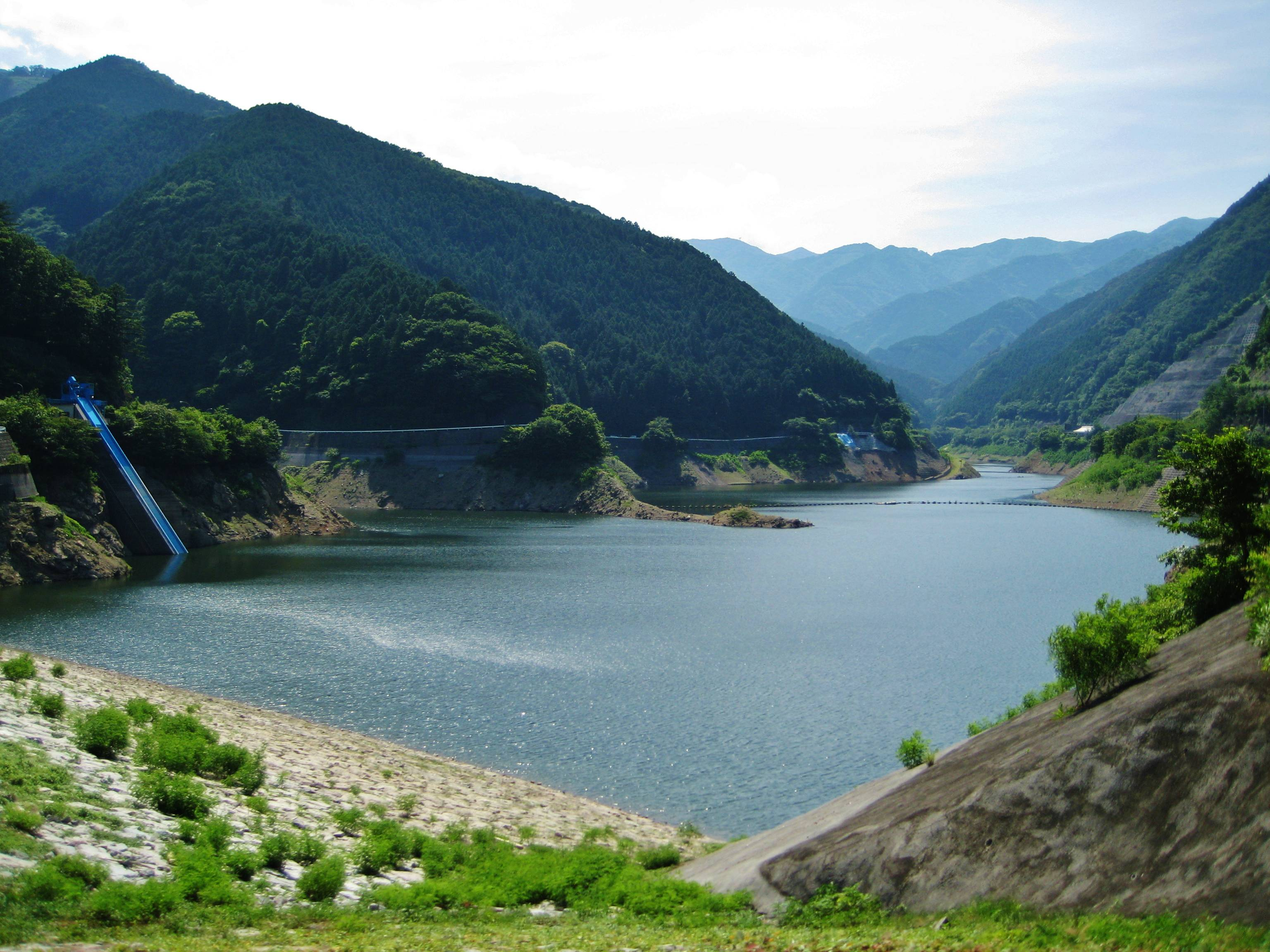
有間ダム（名栗湖）

県立奥武蔵自然公園（日高市・飯能市側）と県立武甲自然公園（秩父市・横瀬町側）が接しており、武川岳（1052m）、妻坂峠、大持山（1294m。頂上は秩父市・横瀬町側）、鳥首峠、有間山、有間峠、仁田山といった山並が続いている。有間峠を越えて飯能市と秩父市をつなぐ広河原逆川林道がある。
また、入間川（名栗川）と支流の有間川の間に、蕨山、大ヨケの頭、金比羅山と続く尾根が伸びている。
有間川には有間ダムがある。1986年（昭和61年）に完成した多目的ダムで、ダム湖は「名栗湖」と名付けられている。周辺には日帰り入浴施設「さわらびの湯」、名栗カヌー工房、有間渓谷観光釣場がある。

### 南部
東京都（青梅市や奥多摩町）との境界に、日向沢ノ峰（1356m）、長尾丸山（長尾ノ丸、958m）、棒ノ折山（棒ノ嶺、969m）、黒山（842m）、小沢峠（380m）の山々が続いている。その東では都県境から離れ、大仁田山（506m）、山王峠（250m）などがある。
棒ノ折山は、奥武蔵と奥多摩のどちらからも登山できる展望の良い山である。白谷沢を通るコースがあり、沢歩きを楽しむことができる。

## 交通
西武鉄道の各駅（飯能駅・高麗駅・武蔵横手駅・東吾野駅・吾野駅・西吾野駅・正丸駅）を拠点に、ハイキング・ルートがよく設定・開拓されている。中部の一部や西部・南部は、飯能駅または東飯能駅から国際興業バス飯能営業所の名栗方面路線などが利用できる。